# Koščični škratec
Koščični škratec (znanstveno ime Coenagrion ornatum) je predstavnik enakokrilih kačjih pastirjev iz družine škratcev, razširjen po Evropi in delu Jugozahodne Azije.

## Opis
Odrasli dosežejo 30 do 31 mm v dolžino, od tega zadek 20 do 30 mm, zadnji krili pa merita 17 do 24 mm. Osnovna obarvanost je modra s črnim vzorcem, posebej je za samce značilno znamenje na vrhu drugega člena zadka, ki spominja na črko W na peclju ali na trizob, ki pa ni vedno prisotno. Na ostalih členih so lise koničaste, podobne osti kopja. Samice imajo več črne na zadku, prepoznamo jih po tem, da je tudi na vrhu členov vidne nekaj modrine. Po tem znaku jih je možno zamenjati s svetlejšimi samicami travniškega škratca, čigar znamenja pa imajo tri temne »konice«, usmerjene naprej, medtem ko je pri samicah koščičnega škratca izražena samo srednja na vrhu zadka.
Obdobje aktivnosti je kratko – odrasli letajo poleti od maja do julija ali srede avgusta.

## Habitat in razširjenost
Razmnožuje se v plitkih, osončenih vodotokih s počasnim tokom in zmerno razvito zarastjo, kadar se bregovi preveč zarastejo, pa izgine. Večina nahajališč v Evropi je v jarkih na kmetijskih območjih, kjer ljudje redno kosijo bregove in čistijo dno.
Osrednje območje razširjenosti koščičnega škratca je Balkanski polotok v jugovzhodni Evropi, z le nekaj večjimi izoliranimi populacijami bolj zahodno, natančneje v dolini Donave na Bavarskem in v osrednji Franciji. Na Balkanu je še razmeroma razširjen, čeprav so populacije majhne, drugod po Evropi pa je očiten upad zaradi slabšanja kakovosti voda. Proti jugovzhodu sega območje razširjenosti prek Anatolije do Irana in jugozahodnega dela Turkmenistana, kjer se pojavlja predvsem v višjih legah, nižavja pa so zanj presuha. Poleg tega se ne pojavlja na sredozemskih otokih.
Slovenija je še v osrednjem območju razširjenosti, najdišč je sicer manj kot pri vrstah s sorodnimi ekološkimi zahtevami. Največ nahajališč je v melioracijskih kanalih in na Ljubljanskem barju tudi v globljih kanalih, drugod pa naseli še povirna barja in, redkeje, regulirani vodotoki. Na Rdeči seznam kačjih pastirjev iz Pravilnika o uvrstitvi ogroženih rastlinskih in živalskih vrst v rdeči seznam je koščični škratec uvrščen kot ranljiva vrsta.